# Straight edge
Straight edge (zkráceně sXe) je název životního stylu, subkultury a sociálního hnutí spojeného s hardcore punkem. Byl inspirován punkovou hudební skupinou Minor Threat v jejich stejnojmenné písni. Přívrženci straight edge odmítají jakékoliv drogy, ať už legální nebo ilegální (tzn. alkohol, cigarety a největší radikálové i kávu a čaj) a také promiskuitní sex. Někdy se označují slovy „drug free“. Poznávacím znamením pro ně bývá písmeno X, často namalované na zápěstí rukou. Původ písmene se spojuje právě s místem vzniku hardcore hudby. V Americe je zakázáno podávat alkoholické nápoje mladším 21 let, takže takovým lidem je u vstupu do baru namalováno písmeno X na ruku. Straight edge si takové značení dělají dobrovolně. Později s odmítáním berliček a se snahou o tzv. „čistý život“ přišlo na řadu i vegetariánství či veganství a boj za práva zvířat, ovšem část lidí vegetariánský či veganský způsob života odmítá a přesto se označují jako straight edge, neboť se dovolávají původní ideje, ve které vegetariánství ani veganství obsaženo nebylo. Někteří příslušníci subkultury také nezůstali u pouhé touhy po sebezdokonalení, ale jejich cílem je snaha o celkové zlepšení světa. Mezi slavné stoupence patří např. Tim McIlrath a jeho kolegové z hudební skupiny Rise Against.

## Historie
Hnutí se začalo formovat na základě skladby od skupiny Minor Threat a hned od svého vzniku začalo nabízet alternativu k tzv. „drunk punk“. Hnutí začalo růst, zpočátku především ve washingtonské punkové scéně, poté se však začalo šířit do dalších měst jako Boston, New York či San Francisco. Lidé v těchto městech se začali sdružovat do komunit, které začaly samy sebe označovat termínem „crew“.
Přestože dnes počet lidí hlásící se k straight edge není tak vysoký jako v době největšího rozmachu, tedy na konci 80. let, stále tvoří viditelnou součást dnešní punkové scény.

## Symbolika

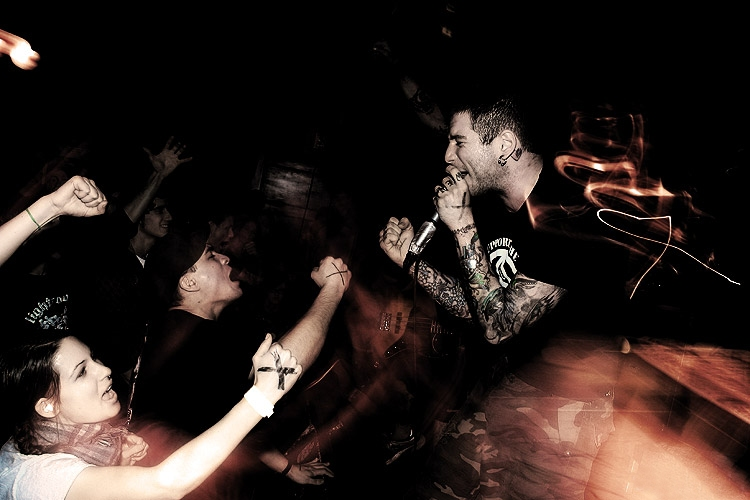
Live vystoupení italské straight edge skupiny To Kill

Nejčastějším symbolem příslušníků straight edge hnutí je písmeno X, jež bývá často vyobrazeno na hřbetu obou rukou, ale je možné ji najít i jinde na těle, stejně tak jako na oblečení či na plackách. Jak zjistil po sérii rozhovorů novinář Michael Azerrad, stopy tohoto symbolu vedou k Teen Idles a jejich U.S. West Coast tour v roce 1980. Teen Idles měli tehdy hrát v sanfranciském klubu Mabuhay Gardens, ale poté, co po příjezdu kapely vedení klubu zjistilo, že všichni členové skupiny mají méně než je povolená věková hranice pro podávání alkoholu, chtělo jim zakázat vstup do klubu. Nakonec byl zvolen kompromis, kdy členové Teen Idles byli označeni na rukou velkým černým X, což mělo sloužit jako varování personálu, aby jim nebyl naléván alkohol. Po návratu do Washingtonu D.C. se skupina rozhodla uplatňovat tentýž postup i v místních klubech, a tím umožnila teenagerům vstup na akce bez toho, aby jim byl podáván alkohol. Teen Idles vydali též roku 1980 nahrávku zvanou Minor Disturbance, kde na předním obalu desky byl vyfocen pár rukou s velkým černým X na hřbetu. Toto označení se brzy dostalo do povědomí v souvislosti se straight edge životním stylem.
Jako variace se začalo též používat trojité X (XXX), které je často k vidění na plakátech a tetováních. Toto označení může být chápáno tak, že nositel se řídí striktně straight edge filozofií. Stejně tak může být trojité X chápáno jako narážka na komiksy, ve kterých X značí alkohol či jed. Celé označení lze ještě zkrátit vložením písmena X mezi slova „straight edge“, čímž vznikne zkratka „sXe“. Analogicky lze hardcore punk zkrátit na „hXc“. Symbol písmene X lze také použít k označení člověka či skupiny, jíž jsou straight edge, použije-li se před a za jménem, jako například u skupiny xDEATHSTARx.